# Desabamentos de Laranjeiras em 1967
O temporal de 21 de fevereiro de 1967, ocorrido na cidade do Rio de Janeiro, foi a causa, não prevenida, de desabamentos no bairro de Laranjeiras, evento considerado uma das piores tragédias do Brasil. O desabamento de uma casa e de dois edifícios, devido a um deslizamento de encosta, soterrou todos os seus moradores. Mais de 300 pessoas morreram na tragédia.

## Os fatos
Em 1967, a grande cabeça d’água atingiu o Vale de Laranjeiras, como áreas vizinhas, tais como Silvestre, Catumbi, Rio Comprido, Santa Teresa em geral, Glória, Flamengo. Tendo havido repercussões também na área de Humaitá, Botafogo e parte de Copacabana. 
A casa que provocou o desabamento dos dois prédios, cedeu à força das águas e se projetou contra o prédio de quatro andares e de 16 apartamentos da Rua General Cristóvão Barcelos, número 181, cujos habitantes morreram soterrados. Este prédio, por sua vez, provocou o desabamento do segundo prédio, situado na Rua Belizário Távora, número 581. Os socorros às vítimas dos desabamentos foram prestados rapidamente. A equipe de bombeiros foi comandada pelo coronel Abel Fernandes, cuja história se tornou notória em função da retirada ainda com vida de Berenice Maranhão, após 17 horas presa nos escombros. 
O jornalista e escritor Paulo Rodrigues (irmão de Nelson Rodrigues), sua mulher, sua mãe e filhos, morreram no desabamento do prédio da Rua Belisário Távora. 